# Bermond d'Alvèrnia
Bermond (Veremundus) fou un comte d'Alvèrnia nomenat el 774 par Carlemany, del qual era un dels seus servidors domèstics. No se sap si ja era abans comte i fou ratificat o va substituir un altre comte (el darrer comte anterior conegut, Khilping no s'esmenta després del 765), però no torna a ser esmentat amb el càrrec després del 778. L'hauria succeït el noble aquità Icteri